# Viola ekstroemiana
Viola ekstroemiana är en violväxtart som beskrevs av Wilhelm Becker. Viola ekstroemiana ingår i släktet violer, och familjen violväxter. Inga underarter finns listade i Catalogue of Life.